# La notte più profonda
La notte più profonda (Blackest Night) è un crossover a fumetti pubblicato negli Stati Uniti d'America dalla DC Comics tra il 2009 e il 2010. Venne scritto da Geoff Johns e disegnato da Ivan Reis e forma la terza parte della trilogia cominciata con Green Lantern: Rebirth e proseguita con Sinestro Corps War. Sebbene incentrato sui personaggi e gli eventi della mitologia di Lanterna Verde, la storia contiene alcuni cameo da parte degli altri personaggi dell'universo DC e la trama è incentrata su una controparte della batteria del potere centrale che viene trovata e attivata dal criminale Mano Nera riportando in vita i supereroi morti in anni precedenti.

## Storia editoriale
La serie crossover di storie venne pubblicata da giugno 2009 per otto mesi nella miniserie con lo stesso titolo e nelle collane Green Lantern e Green Lantern Corps, con collegamenti ad altre miniserie e serie.

## Trama

### Premessa
La storia fu inizialmente menzionata alla conclusione della guerra contro i Sinestro Corps in Green Lantern (vol. 4) n. 25. Non appena la guerra tra i Sinestro Corps e il Corpo delle Lanterne Verdi raggiunse l'apice, alle quattro Lanterne Verdi della Terra (Hal Jordan, Kyle Rayner, John Stewart e Guy Gardner) viene detto dai Guardiani Ganthet e Sayd, della profezia della "Notte più Oscura". Secondo la profezia, ai due Corpi esistenti se ne sarebbero aggiunti altri cinque, ognuno guidato da una determinata emozione e potenziato da un determinato colore dello Spettro emozionale, che li avrebbe condotti ad una "Guerra di Luce" che avrebbe portato alla distruzione di tutto l'universo.

### Prologo
Sin dall'inizio della continuity di Lanterna Verde si è spesso sentito parlare della profezia della Notte più profonda, secondo la quale sarebbe arrivato il giorno in cui i colori dello Spettro emozionale si sarebbero dati guerra e nuova vita sarebbe stata data all'ultimo colore dello spettro, il nero della morte. I Guardiani dell'Universo si sono sempre rifiutati di dare credito a tale profezia, formulata da creature maligne del pianeta Ysmault, arrivando persino a cancellarne l'esistenza dal Libro di Oa e a bandire Ganthet e Sayd, i Guardiani che hanno continuato a crederci ed a temerla.
Alla fine della guerra contro i Sinestro Corps, una delle Guardiane dell'Universo venne sfregiata in volto dall'Anti Monitor. Vista l'evidente cicatrice lasciata sul suo volto dalla creatura, essa assunse il nome di Scar. Ma in breve tempo, la sua personalità iniziò a mutare, e la sua mente entrò in contatto con un'entità oscura legata al potere della luce nera. Da quel momento in poi, tutte le sue azioni furono mirate unicamente a far sì che la profezia della Notte più profonda e della guerra della luce si avverasse, tramando in segreto contro i Guardiani e l'intero Corpo delle Lanterne Verdi. In più, il corpo martoriato dell'Anti Monitor atterrò nel settore 666 dello spazio, dove un'oscura entità lo rinchiuse dentro la Batteria centrale del potere delle Lanterne Nere.
Da tempo ormai il criminale conosciuto come Mano Nera, alias William Hand, sente nella sua testa una voce oscura che gli ordina di commettere atti orribili. Vista la sua necrofilia, il criminale pensa che si tratti della voce della morte che lo reclama come suo messaggero. Con questa convinzione, William torna alla vecchia casa di famiglia nella quale ha passato la sua difficile infanzia ed uccide tutti i suoi familiari per poi suicidarsi. Accanto al suo cadavere compare Scar, che vomita dalla bocca un anello nero. Questo anello resuscita il criminale dando vita alla prima Lanterna Nera. Questo avvera quanto profetizzato dall'alieno Atrocitus, una Lanterna Rossa, all'inizio della saga di Lanterna Verde: la Notte più profonda è iniziata, e William Hand è il vascello dell'imminente fine del mondo.

### La notte più profonda
Il giorno in cui Superman venne dato per morto fu dichiarato giorno di commemorazione nazionale in onore di tutti i supereroi caduti. In questa occasione, tutti gli eroi del mondo si incontrano al cimitero Valhalla per commemorare i propri colleghi. Anche i supercriminali si incontrano in segreto in questa giornata per salutare i loro caduti. Dopo la parata in onore di questo evento, Hal Jordan si incontra con il suo vecchio amico Barry Allen, alias Flash, che era stato dato per morto per molti anni. Barry è confuso in una realtà che non riconosce più, e rimane basito quando Hal gli mostra quanti orrori e morti hanno vessato l'universo supereroistico in sua assenza. Ma una telefonata li interrompe: è Alfred, il maggiordomo di Bruce Wayne, che gli porta una notizia sconvolgente: qualcuno ha profanato la tomba del suo padrone e ne ha sottratto il teschio. Si tratta di Mano Nera, che nel frattempo dà inizio alla Notte più profonda facendo scendere sulla terra uno sciame di anelli neri, che iniziano ad impossessarsi dei corpi dei defunti e a ridargli vita sotto forma di Lanterne Nere. Ma a resuscitare non sono tutti i morti, ma solo quelli che hanno avuto un qualche legame con i supereroi della Terra, in quanto la voce che Mano Nera e Scar sentono nelle loro menti, ossia quella della morte, sostiene che gli eroi della Terra, nel loro continuo sfuggire alla morte, hanno un debito con essa. Ma i piani di questa misteriosa entità vanno ben oltre.
Nel frattempo, su Oa i Guardiani dell'Universo si rendono conto di aver fallito nell'evitare l'avvento di questa catastrofe, e sono in procinto di far partire un allarme che richiami tutte le Lanterne Verdi dell'universo per combattere, ma Scar interviene attaccando i Guardiani ed imprigionandoli, lasciando gli anelli neri liberi di invadere il pianeta, resuscitando tutte le Lanterne Verdi defunte.
Le Lanterne Nere iniziano a divorare i cuori degli esseri umani e soprattutto dei supereroi. In questo modo assorbono le loro energie emozionali (corrispondenti ai vari colori dello spettro del potere) trasformandole in energia per ricaricare la loro batteria del potere centrale, nascosta nel settore spaziale 666. Il vero attacco potrà cominciare solo quando questo processo sarà completato. Ignari di tutto questo, Hawkman e Atom (alias Ray Palmer) litigano al telefono: Atom-Ray, infatti, desidera visitare la tomba di sua moglie Jean Loring, e chiede la compagnia dell'amico che gliela rifiuta, non sopportando l'idea di onorare la memoria di un'assassina come lei (dopo ciò che era successo nella saga Crisi d'identità). Vicino a lui, Hawkgirl cerca di farlo ragionare, perché da quando hanno appreso della loro maledizione, Hawkgirl si rifiuta di cedere all'amore che prova per il suo uomo. In questa difficile circostanza, però, non riesce a trattenersi, e confessa ad Hawkman il suo amore per lui, ma appena si dichiara a lui viene trafitta da una lancia e muore, per mano di Elongated Man e sua moglie Sue Dibny, resuscitati sotto forma di Lanterne Nere, che in breve tempo uccidono anche Hawkman e resuscitano entrambi assoldandoli nel loro corpo.
A Gotham City, Barry e Hal investigano sulla profanazione della tomba di Bruce, e vengono attaccati da un loro vecchio amico: Martian Manhunter. Ovunque nello spazio, gli scontri tra i vari corpi di Lanterne vengono interrotti dall'arrivo delle Lanterne Nere. A vedersela brutta è soprattutto Larfleeze, signore dell'Agente Arancione dell'avidità, la cui base sorge sulle ossa di coloro che hanno tentato di sottrargli il suo potere e che lui ha sterminato. Intanto, John Stewart assiste alla resurrezione di Xanshi (il pianeta che distrusse per errore) per mano di uno sciame di anelli neri.
Anche in ogni luogo della Terra le Lanterne Nere seminano terrore e morte entrando in contatto con i supereroi dell'universo ed assorbendo sempre più cuori ed energia. In particolare, Mera si trova ad affrontare il suo defunto sposo Aquaman, che riesce ad uccidere ed estirpare il cuore di Aqualad. Alla torre di guardia della JLA si incontrano i supereroi che per ora stanno riuscendo a far fronte all'invasione, ovvero Hal Jordan, Barry Allen, Mera e anche Atom (scampato ad un agguato tesogli dalla Lanterna Nera di Hawkman), a cui si aggiunge anche il nuovo Firestorm, alias Jason Rusch, braccato dal suo defunto predecessore Ronnie Raymond.
Tutti insieme cercano di venire a capo della situazione, ma presto il pericolo torna a circondarli, e le Lanterne Nere di alcuni supereroi li attaccano. La sconfitta sembrerebbe inevitabile se non fosse per l'intervento dei membri della Tribù Indigo, l'ultimo corpo dello spettro emozionale, possessori della luce Indaco della Compassione. Il loro capo, Indaco-1, spiega come più colori dello spettro emozionale insieme possano generare un potere sufficiente ad interrompere il legame tra l'anello nero ed il corpo che gli fa da ospite, uccidendo così la Lanterna Nera. Insieme riescono ad uccidere Sue Dibny, Jean Loring ed Elongated man, ma ben presto Hal Jordan si vede obbligato lasciare i suoi amici per andare con Indaco-1 alla ricerca dei capi degli altri corpi di lanterne: solo unendo tutti i colori dello spettro emozionale, infatti, si potrà dare vita al Corpo delle Lanterne Bianche, detentrici della luce bianca della Creazione, in grado di osteggiare il potere nero. Così, Hal parte e lascia i suoi amici a cavarsela da soli. Invero, il gruppo viene di nuovo attaccato, e la Lanterna Nera del primo Firestorm uccide la ragazza del suo successore, Gehenna Hewitt. Furioso, Jason si scaglia contro il mostro, attivando però la sua reazione di fusione: come conseguenza, Jason è ora fuso col cadavere di Raymond  e lotta con lui per il controllo del corpo.
Ormai in tutta la Terra i supereroi di ogni dove sono impegnati con le sempre più numerose Lanterne Nere, mentre la loro batteria centrale è vicina all'essere carica al 100%. Sicura della vittoria, Scar attiva quindi un processo di teletrasporto che materializza se stessa, i Guardiani prigionieri e la batteria del potere degli anelli neri sulla Terra, e più precisamente a Coast City. Raggiunto il massimo del potere, Mano Nera attiva la batteria e dà vita al suo signore, l'entità che ha controllato le menti sua e di Scar, il signore della morte: Nekron. Questi si trova davanti Flash e gli dice che gli è debitore come molti altri eroi, e, con un gesto della mano, evoca altri milioni di anelli neri che danno vita ai morti della passata nuclearizzazione di Coast City.
Contemporaneamente, Hal inizia il suo viaggio al fianco di Indaco-1 per il reclutamento degli altri leader dei vari corpi di Lanterne, a cominciare da Zamaron, sede degli Star Sapphire (padroni della luce viola dell'Amore) dove rincontra la sua amata Carol (di recente divenuta membro di questo corpo) e la sua nemesi Sinestro detentore della luce gialla della Paura. Ormai le Lanterne Nere hanno distrutto questo pianeta, e Indaco-1 teletrasporta Hal, Carol e Sinestro su Korugar, il pianeta natale di quest'ultimo. Qui Sinestro ha l'occasione di sconfiggere il traditore che gli ha sottratto la leadership del suo corpo, Mongul, riappropriandosi del posto che gli spetta, ma una sfida ancora più grande per Sinestro è dover fronteggiare e sconfiggere le Lanterne Nere del suo fraterno amico Abin Sur e la sua amata Arin.
Sulla Terra, i morti di Coast City sono ormai un'orda feroce ed implacabile. Fortunatamente in breve tempo tutti i principali supereroi del pianeta accorrono sul luogo ingaggiando una battaglia di proporzioni titaniche. Barry viene raggiunto dagli altri Flash, Wally West e Bart Allen, ed insieme tentano di liberare i Guardiani dell'Universo dalla loro prigionia. Scar però interviene, e tenta di ucciderli, ma all'improvviso Hal e tutti gli altri leader dei corpi dello Spettro emozionale irrompono facendo convergere il loro potere sul guardiano rinnegato, uccidendolo. Subito dopo, essi tentano insieme di unire i loro poteri contro la batteria del potere delle Lanterne Nere per distruggerla con la luce bianca, ma sembra non funzionare, perché i loro poteri non si fondono. Nekron decide di passare all'azione e spiega come tutti i supereroi che pensano di essere sfuggiti alla morte in realtà non lo sono, e anzi, sono ancora legati ad essa e quindi a lui: questo perché è stato proprio lui, nel corso di tutti questi anni, a rendere possibili le loro numerose "resurrezioni", e lo ha fatto per averne il controllo ed usarli per svelare "l'ultima grande menzogna dei Guardiani dell'Universo". Quindi Mano Nera impugna di nuovo il teschio di Bruce Wayne e gli ridà vita. Vedere il più fiero combattente della Terra ridotto ad uno zombie senza volontà causa una forte reazione emotiva in tutti i supereroi. Questa reazione emozionale costituisce un legame di cui Nekron si serve per inviare loro degli anelli neri. Tutti i supereroi che in passato sono morti e poi tornati (e quindi Wonder Woman, Superman, Superboy, Freccia Verde, Donna Troy e Bart Allen) si trasformano così anche loro in Lanterne Nere.
Benché spetterebbe loro lo stesso destino, Hal Jordan e Barry Allen riescono a scampare, in quanto Flash trascina Hal in una corsa così veloce da far interrompere la connessione tra loro e gli anelli neri che li reclamano. Affrontare Lanterne Nere così potenti come quelle di Superman e Wonder Woman diventa una missione impossibile, e in più sembra che i leader dei vari corpi di Lanterne non abbiano realmente il potere di generare la Luce Bianca. Per raddoppiare le possibilità di sopravvivere in attesa dei rinforzi da tutti i settori dell'universo, Ganthet duplica gli anelli dei leader presenti, anelli che vanno subito alla ricerca di un sostituto sulla Terra creando un nuovo gruppo di signori dello spettro emozionale. L'anello verde della forza di Volontà viene indossato da Ganthet stesso, quello giallo della Paura da Spaventapasseri, quello rosso dell'Ira da Mera, quello viola dell'Amore, sorprendentemente, da Wonder Woman (che si libera così del giogo dell'anello nero), quello blu della Speranza da Barry Allen, quello Arancione dell'Avidità da Lex Luthor e quello Indaco della compassione da Ray Palmer/Atom.
Grazie a questo espediente, il gruppo riesce a respingere temporaneamente le nuove Lanterne Nere, ma combatterle senza ucciderle si rivela un compito decisamente arduo. Inoltre il nuovo potere della luce arancione fa impazzire Luthor che inizia a cercare di derubare i suoi compagni dei loro anelli. Nel frattempo i rinforzi stanno per arrivare: John Stewart continua ad essere braccato dai miliardi di morti del pianeta Xanshi, finché qualcuno non gli viene in soccorso. Guy Gardner, Kyle Rayner e tutti i membri di tutti i Corpi di Lanterne dell'universo convergono su di lui ingaggiando una titanica battaglia contro le Lanterne Nere di Xanshi (in un rapporto di 1000 a 1). Sulla Terra, Nekron approfitta della confusione degli scontri per attuare il suo piano: prende uno dei Guardiani e lo uccide estrapolandone le viscere, le quali risplendono della luce di tutti i colori dello spettro emozionale, dimostrando che i Guardiani dell'Universo hanno ripudiato le emozioni seppellendole e cristallizzandole nel loro organismo. Questo dà a Nekron dei cristalli puri di energia emozionale che sprigionano abbastanza potere da rivelare il grande segreto dei Guardiani. Dal cuore della Terra fuoriesce una creatura di luce bianca: è l'Entità, lo spirito vivente della luce bianca della Creazione (così come Parallax lo è per il giallo della Paura o Ion per il verde della Volontà), l'unica in grado di opporsi all'oscurità della Morte. I Guardiani hanno sempre legittimato il loro potere in quanto prime creature senzienti dell'universo originarie del pianeta Oa, il primo su cui la luce della vita ha fatto nascere degli esseri, ma era una menzogna: la vita è iniziata sulla Terra. I Guardiani hanno preso arbitrariamente il potere ed hanno cercato di proteggere l'Entità e la sua luce dall'oscurità e dalle altre forme di vita nascondendola sul pianeta Terra (così come avevano cercato di occultare le altre luci dello spettro emozionale). Per questo hanno sempre evitato che esistessero delle Lanterne Verdi terrestri: per evitare che l'attenzione dei predatori dell'universo fosse attratta da questo pianeta. Nekron sferra il suo attacco e con la sua falce trafigge l'Entità, ferendola in modo grave: se essa dovesse morire tutto sarebbe perduto, e pertanto, qualcuno deve offrire il proprio corpo come ospite per la sua essenza prima che sia troppo tardi. Hal Jordan si fa avanti, ma Sinestro lo blocca, furioso in quanto i Guardiani hanno mentito e così facendo hanno schiavizzato le Lanterne, condotto alla follia il suo amico Abin Sur, distrutto l'amore tra lui e Arin Sur e portato lui stesso all'esilio. Ora Sinestro vuole portare una volta per tutte l'ordine nell'universo e distruggere la falsa autorità dei Guardiani, e così si fonde con l'Entità diventando la prima Lanterna Bianca.
Pieno di furia e potere, Sinestro si scaglia contro Nekron e lo distrugge, ma egli si rigenera, e dimostra che a nulla serve attaccarlo: Nekron è l'essenza stessa della morte e si rigenera continuamente, riuscendo sempre ad attaccare il suo avversario. In più sembra che la luce bianca della Vita faccia di tutto per abbandonare il suo corpo ospite. Nel frattempo ha luogo lo scontro finale: i vari Corpi di Lanterne hanno finalmente raggiunto la Terra ed insieme ai suoi ultimi eroi ingaggiano una lotta senza quartiere contro le Lanterne Nere e gli eroi controllati dagli anelli neri. In questo caos, Boston Brand alias Deadman (un eroe spettro proveniente dalla morte) rivela l'unico modo di sconfiggere Nekron. Proveniente da un universo di morte antitetico a quello della vita, ha avuto bisogno di un portale sul nostro mondo, un veicolo: Mano Nera. Se il cuore di Mano Nera riprenderà a battere, Nekron e tutto il suo potere saranno distrutti.
Nekron riesce intanto a scindere Sinestro dall'Entità, ma Hal Jordan si fa avanti, e viene fuori che ha trovato il punto debole del suo nemico: egli ha effettivamente consentito agli eroi della Terra di risorgere creando con essi un legame ed un debito, ma li ha messi così in condizione di scegliere tra la morte e la vita, e loro hanno scelto sempre la vita. Se c'è una connessione tra tutti gli eroi è con la vita, non con la morte. E in quanto eroe risorto e connesso con tutti gli altri eroi, Hal Jordan si fonde con l'Entità, assorbendone pienamente il potere e tramutando tutti gli eroi risorti come lui in Lanterne Bianche. Con questo nuovo potere, Hal Jordan ha le capacità di un Dio e riporta in vita Mano Nera, riducendo Nekron a essere solo un mostro mortale. Con lo stesso potere viene riportato in vita l'Anti-Monitor che, imprigionato nella Batteria del potere delle Lanterne Nere, dava loro il potere. Questa creatura si dissolve nell'universo di antimateria da cui proviene, lasciando il suo aguzzino Nekron senza più poteri. Privo di tutto, senza il suo corpo di risorti, senza la sua energia, senza la sua immortalità, ormai incapace di opporsi alla sconfitta, Nekron viene spazzato via dall'attacco congiunto di tutti i corpi di lanterne. L'esplosione di luce bianca che ne scaturisce si estende per tutta la Terra. In preda allo stupore, gli eroi vittoriosi assistono alla resurrezione di molti dei loro compagni morti da anni.

### Epilogo
La resurrezione di tanti supereroi porta gioia, ma anche sgomento fra i presenti, perché non si capisce come mai siano tornati in vita solo alcuni di loro. Quel che è certo è che, con la distruzione di Nekron, nessun eroe potrà più tornare in vita: d'ora in poi la morte tornerà ad essere la fine. Nel rivedere il suo amato Aquaman risorto, Mera abbandona l'ira che la muoveva e l'anello rosso si distacca da lei arrestandone il cuore. Carol Ferris col potere zaffiro dell'amore interviene rianimandola e restituendola ad una vita accanto al suo sposo. Anche Hawkman ed Hawkgirl si ritrovano, ora liberi dalla maledizione che ne impediva l'amore. L'unico distrutto è proprio Deadman, ormai ritornato a essere Boston Brand, un semplice acrobata senza poteri. Però, se molti eroi come Martian Manhunter sono tornati in vita, lo sono anche molti criminali come Maxwell Lord. Finita la battaglia, i veri Corpi di Lanterne si disgregano ognuno per seguire i propri scopi. Larfleeze pretende l'adempimento della promessa fattagli dalla Guardiana Sayd che ora dovrà diventare sua schiava. Ganthet cerca di dissuaderla, ma lei vuole andare fino in fondo, forse nella speranza di redimere la creatura. La Tribù indaco torna invece sul suo mondo originario e porta con sé Mano Nera ridotto ad un prigioniero senza intelletto né volontà. La Notte più profonda si è conclusa.
Sulla Terra, tempo dopo, viene scoperto un cratere al cui interno vi è un oggetto misterioso: è una lanterna del potere bianca.

## Sequel
La DC annunciò che agli inizi di gennaio dopo la conclusione della serie, avrebbe lanciato Brightest Day (tradotto in italiano Nel giorno più splendente), un fumetto quattordicinale di 26 numeri scritto da Geoff Johns e Peter Tomasi, che è stato pubblicato anche in italiano a partire dai primi mesi del 2011 da Planeta DeAgostini.
Questa serie approfondirà le conseguenze che La notte più profonda ha avuto sull'Universo DC e risponderà ad alcune domande aperte dal finale del crossover, come la ragione per cui solo alcuni personaggi del DC Universe sono stati resuscitati e che vita potranno condurre i risorti.

## Cronologia

### Preludio a La Notte più profonda
- Green Lantern vol. 4 n. da 39 a 42 (maggio–luglio 2009);
- Green Lantern Corps vol. 2 n. da 33 a 38 (aprile–agosto 2009);
- Titans n. 15 (luglio 2009);
- Solomon Grundy n. 7 (novembre 2009);

### La notte più profonda
- Blackest Night da 0 a 8 (giugno 2009);
- Green Lantern vol. 4, n. da 43 a 52 (settembre 2009 – marzo 2010);
- Green Lantern Corps vol. 2, n. da 38 a 46 (settembre 2009 – marzo 2010);
- Blackest Night: Tales Of the Corps n. da 1 a 3 (settembre 2009);
- Blackest Night: Batman n. da 1 a 3 (ottobre–dicembre 2009);
- Blackest Night: Superman n. da 1 a 3 (ottobre–dicembre 2009);
- Blackest Night: Titans n. da 1 a 3 (ottobre–dicembre 2009);
- Adventure Comics vol. 2, n. 4 e 5, e n. 7 (gennaio-febbraio 2010);
- Booster Gold vol. 2, n. 26 e 27 (gennaio-febbraio 2010);
- The Doom Patrol vol. 5, n. 4 e 5 (gennaio-febbraio 2010);
- Justice League of America vol. 2, n. 39 e 40 (gennaio-febbraio 2010);
- The Outsiders vol. 5, n. 24 e 25 (gennaio-febbraio 2010);
- R.E.B.E.L.S. vol. 2 n. 10 e 11 (gennaio-febbraio 2010);
- Superman/Batman n. 66 e 67 (gennaio-febbraio 2010);
- Teen Titans vol. 3, n. 77 e 78 (gennaio-febbraio 2010);
- Blackest Night: Flash n. da 1 a 3 (febbraio-aprile 2010);
- Blackest Night: JSA n. da 1 a 3 (febbraio-aprile 2010);
- Blackest Night: Wonder Woman n. da 1 a 3 (febbraio-aprile 2010);
- The Atom & Hawkman n. 46;
- Catwoman vol. 3 n. 83;
- Phantom Stranger vol. 2 n. 42;
- Power of Shazam! vol. 2 n. 48;
- The Question vol. 1 n. 37;
- Secret Six vol. 3 n. 17 e 18;
- Starman vol. 2 n. 81;
- Suicide Squad vol. 1 n. 67;
- Weird Western Tales vol. 1 n. 71;
- Green Arrow/Black Canary n. 30;
- "Blackest Night" Director's Cut, uno speciale che comprende un commento dell'autore sull'intera serie, con l'aggiunta di scene non pubblicate e schizzi dei disegni definitivi.